# 雨多国
雨多国（うたくに、生没年不詳）とは、江戸時代の浮世絵師。

## 来歴
師系・経歴不明。文政7年（1824年）に描いた役者絵1点が作として知られるのみである。

## 作品
- 「春日野しのふ・藤川友吉」　大判錦絵　池田文庫所蔵　※文政7年8月、大坂中の芝居『競伊勢物語』より